# Pinnye
Pinnye là một thị trấn thuộc hạt Győr-Moson-Sopron, Hungary. Thị trấn này có diện tích 8,65 km², dân số năm 2010 là 334 người, mật độ 39 người/km².